# Ernst Hermann Himmler

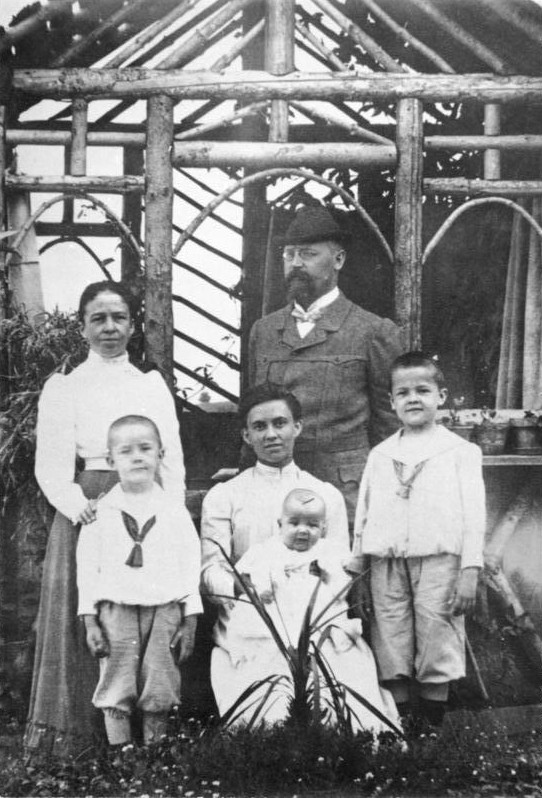
Joseph Gebhard und Anna Himmler (stehend) mit ihren drei Kindern Heinrich (links), Ernst (Mitte) und Gebhard (rechts) (1906)

Ernst Hermann Himmler (* 23. Dezember 1905 in München; † 2. Mai 1945) war ein deutscher NS-Funktionär, Ingenieur und jüngerer Bruder des Reichsführers SS Heinrich Himmler.

## Leben
Ernst Himmler war der dritte Sohn des Oberstudiendirektors Joseph Gebhard Himmler (* 17. Mai 1865 in Lindau (Bodensee); † 29. Oktober 1936 in München) und von Anna Maria, geb. Heyder (* 16. Januar 1866 in Bregenz; † 10. September 1941 in München). Seine Geschwister waren der Reichsführer SS Heinrich Himmler (1900–1945) und Gebhard Ludwig Himmler (1898–1982).
Ernst Himmler schloss 1928 sein Hochschulstudium der Elektrotechnik ab. Er trat zum 1. November 1931 in die NSDAP (Mitgliedsnummer 676.777) und am 1. Juni 1933 in die SS (SS-Nummer 132.099) ein. Mit Heinrich Himmlers Hilfe bekam er eine Stelle beim Berliner Rundfunk. Schnell wurde er Direktor innerhalb der Reichs-Rundfunk-Gesellschaft. Bei mehreren Gelegenheiten versorgte Ernst Himmler seinen Bruder Heinrich mit internen Informationen aus der Rundfunkwelt. 1939 erreichte er schließlich den Rang eines SS-Sturmbannführers.
Er fiel am 2. Mai 1945 als Mitglied des Volkssturms in der Schlacht um Berlin.
Er ist der Großvater der Politikwissenschaftlerin Katrin Himmler.

## Veröffentlichungen
- mit A. Dennhardt: Leitfaden der Rundfunkentstörung. J. Springer, Berlin 1935. Deutsche Nationalbibliothek